# 陈文彬 (篮球运动员)
陈文彬（1934年—1979年1月14日），男，祖籍河北乐亭，生于北京，中国篮球运动员、教练，篮球理论家。

## 生平
1951年肄业于北京大学历史系。1955年起执教中国男篮。1999年被追授新中国篮球50杰。